# Plectrypops retrospinis
Plectrypops retrospinis är en fiskart som först beskrevs av Guichenot, 1853.  Plectrypops retrospinis ingår i släktet Plectrypops och familjen Holocentridae. Inga underarter finns listade i Catalogue of Life.